# Molycria
Genre
Synonymes
- Mutusca O. Pickard-Cambridge, 1874 nec Stål, 1865
- Honunius Simon, 1908

Molycria est un genre d'araignées aranéomorphes de la famille des Gnaphosidae.

## Distribution
Les espèces de ce genre sont endémiques d'Australie.

## Liste des espèces
Selon World Spider Catalog (version 19.5, 17/12/2018) :
- Molycria amphi Platnick & Baehr, 2006
- Molycria broadwater Platnick & Baehr, 2006
- Molycria bulburin Platnick & Baehr, 2006
- Molycria bundjalung Platnick & Baehr, 2006
- Molycria burwelli Platnick & Baehr, 2006
- Molycria canonba Platnick & Baehr, 2006
- Molycria cleveland Platnick & Baehr, 2006
- Molycria cooki Platnick & Baehr, 2006
- Molycria dalby Platnick & Baehr, 2006
- Molycria daviesae Platnick & Baehr, 2006
- Molycria dawson Platnick & Baehr, 2006
- Molycria drummond Platnick & Baehr, 2006
- Molycria goanna Platnick & Baehr, 2006
- Molycria grayi Platnick & Baehr, 2006
- Molycria isla Platnick & Baehr, 2006
- Molycria kaputar Platnick & Baehr, 2006
- Molycria mammosa (O. Pickard-Cambridge, 1874)
- Molycria mcleani Platnick & Baehr, 2006
- Molycria milledgei Platnick & Baehr, 2006
- Molycria moffatt Platnick & Baehr, 2006
- Molycria monteithi Platnick & Baehr, 2006
- Molycria moranbah Platnick & Baehr, 2006
- Molycria nipping Platnick & Baehr, 2006
- Molycria quadricauda (Simon, 1908)
- Molycria raveni Platnick & Baehr, 2006
- Molycria robert Platnick & Baehr, 2006
- Molycria smithae Platnick & Baehr, 2006
- Molycria stanisici Platnick & Baehr, 2006
- Molycria taroom Platnick & Baehr, 2006
- Molycria thompsoni Platnick & Baehr, 2006
- Molycria tooloombah Platnick & Baehr, 2006
- Molycria upstart Platnick & Baehr, 2006
- Molycria vokes Platnick & Baehr, 2006
- Molycria wallacei Platnick & Baehr, 2006
- Molycria wardeni Platnick & Baehr, 2006
- Molycria wrightae Platnick & Baehr, 2006

## Systématique et taxinomie
Ce genre a été déplacé des Prodidomidae aux Gnaphosidae par Azevedo, Griswold et Santos en 2018.

## Publications originales
- Simon, 1887 : Observation sur divers arachnides: synonymies et descriptions. 1. Annales de la Société Entomologique de France, sér. 6, vol. 7, p. 158-159 (texte intégral).
- O. Pickard-Cambridge, 1874 : On some new genera and species of Araneidea. Annals and Magazine of Natural History, sér. 4, vol. 14, p. 169-183 (texte intégral).